# Lend (Salzburg)
Lend település Ausztriában, Salzburg tartományban a Zell am See-i járásban található. Területe 29,37 km², lakosainak száma 1360 fő, népsűrűsége pedig 46 fő/km² (2014. január 1-jén). A település 663 méteres tengerszint feletti magasságban helyezkedik el.
A település részei:
- Berg (163 fő, 2011. október 31-én[3])
- Embach (271)
- Heuberg (93)
- Lend (687)
- Teufenbach (28)
- Urbar (101)
- Winkl (68)

## Fordítás
Ez a szócikk részben vagy egészben  a   Lend, Austria című angol Wikipédia-szócikk ezen változatának fordításán alapul.  Az eredeti cikk szerkesztőit annak laptörténete sorolja fel. Ez a jelzés csupán a megfogalmazás eredetét és a szerzői jogokat jelzi, nem szolgál a cikkben szereplő információk forrásmegjelöléseként.